# Giovanni Battista Ala
Giovanni Battista Ala (ur. 1598 w Monzy, niedaleko Mediolanu, zm. ok. 1630) – włoski kompozytor okresu wczesnego baroku, organista tworzący w Mediolanie.
Zmarł w wieku 32 lat. Daty życia i śmierci są niepewne. Był organistą w kościele Santa Maria dei Servi w Mediolanie. Komponował madrygały, motety, magnificat a także opery. Tworzył w stylu monodii akompaniowanej oraz stylu concertato. Zbiór utworów wydany przez spadkobierców Pierre’a Phalèse w Antwerpii w 1633 i 1634 roku zawiera wiele motetów Ali, podpisanych jako: don Baptista Ala de Monza.
Filippo Picinelli chwalił go jako znakomitego organistę i wybitnego kompozytora.

## Twórczość
- Concerti ecclesiastici ad 1,2,3,4 voci; cz I, II partutura na organy (wyd. Mediolan 1618, 1621, 1628)
- Madrigali a 2 accomodate per cantare co'l clavicordo, chitarrone & altri strumenti; na głosy wokalne, klawikord, chitarrone i inne instrumenty
- Armida abbandonata & l'Amante occulto; Madrygały i Aria na 2 głosy
- Madrigali a 2, 3 & 4 voci, księga V op. 9
- Magnificat
- Motety w zbiorze 'Pratum musicum' (wyd. Antwerpia 1634)
- Opery (Mediolan 1617, 1625)